# Henry Lloyd-Hughes
Henry Lloyd-Hughes, född 1 augusti 1985 i London, är en brittisk skådespelare.
Lloyd-Hughes har bland annat medverkat i TV-serierna Trasdockan från 2021 och Gifta från 2022. Han har även medverkat i filmen Chevalier från 2022.

## Filmografi (i urval)
- 2021: Trasdockan
- 2022: Chevalier
- 2022: Gifta
- 2023 – Archie (TV-serie)
- 2025 – Torsdagsmordklubben